# Potorous platyops
Il potoroo dalla faccia larga (Potorous platyops Gould, 1844) venne catturato per la prima volta nel 1839 e descritto da John Gould nel 1844, ma già allora era molto raro e in tutto venne catturata solo una manciata di esemplari, l'ultimo dei quali nel 1875. I resti subfossili indicano che in origine aveva una distribuzione molto estesa, dalle regioni costiere semi-aride dell'Australia Meridionale alle coste dell'Australia Occidentale e, forse, verso nord, fino a Capo North West.
Le abitudini del potoroo dalla faccia larga sono quasi completamente sconosciute. Senza dubbio evitava le fertili aree boschive abitate dal potoroo dal naso lungo e dal potoroo dai piedi lunghi. Fatto insolito tra i vertebrati australiani estintisi recentemente, era già rarissimo prima che gli europei si insediassero in Australia.
Gli esemplari conservati indicano che fosse più piccolo degli altri potoroo, essendo lungo circa 24 cm e con una coda di 18. Il mantello era grigio brizzolato sul dorso e bianco sporco sul ventre; la forma del corpo ricordava quella di un grosso ratto. Le orecchie erano piccole e arrotondate, il muso abbastanza corto e le guance piuttosto paffute.
Uno dei pochissimi esemplari conservati è esposto presso il Museo di storia naturale dell'Università di Pisa.